# Antoine Van Hammée

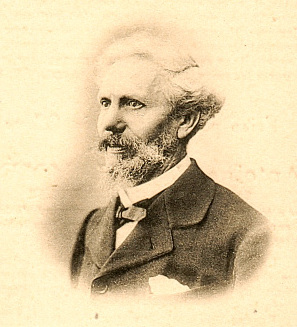
Portretfoto

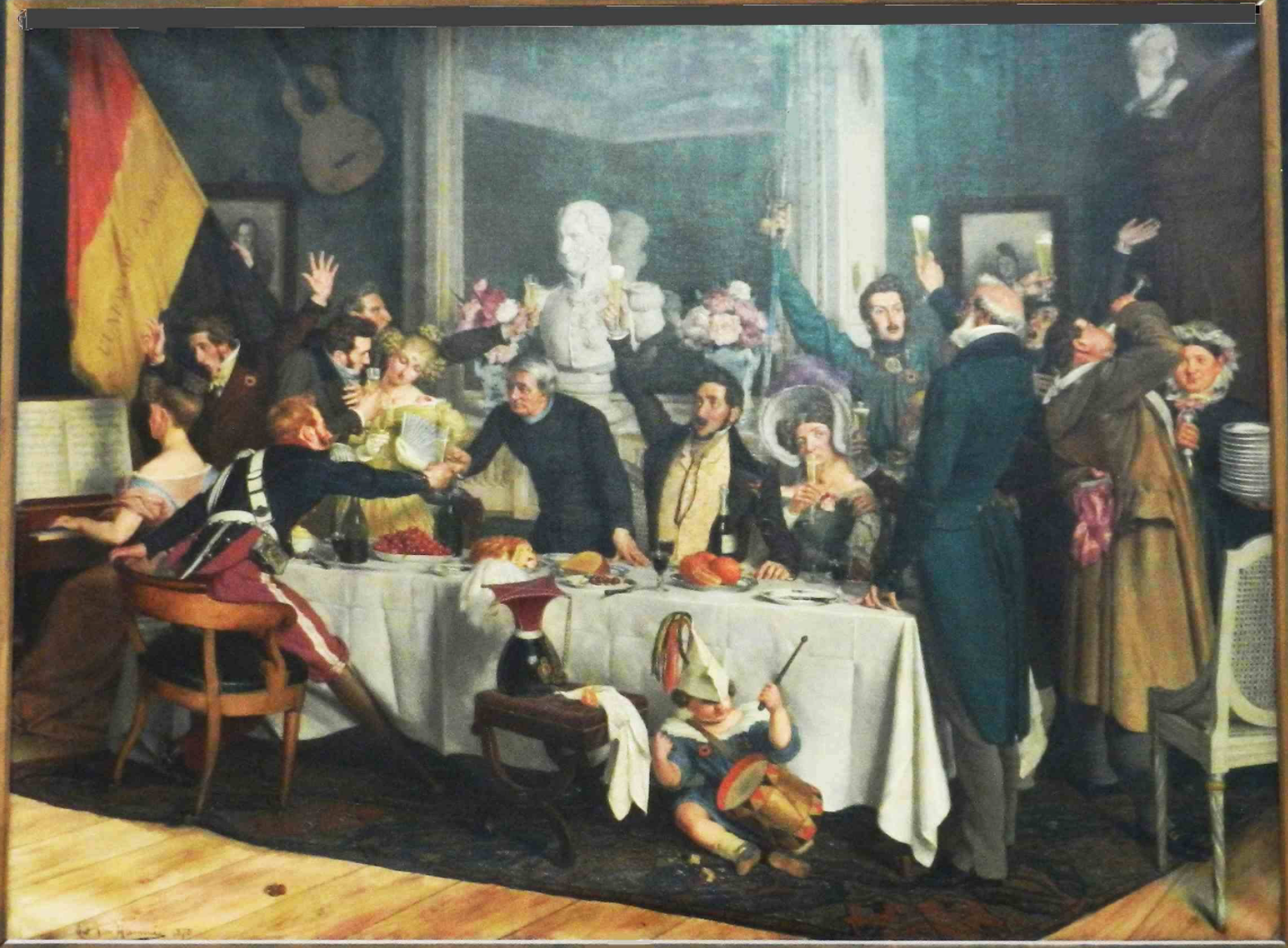
De toast op de koning, 1878. Désiré de Haerne (centraal, staand) brengt een dronk uit op het eerste jaar koningschap van Leopold I. Van Hammée heeft zijn vrouw afgebeeld aan de piano en zijn oudste zoon Félix op de grond met een trommel.

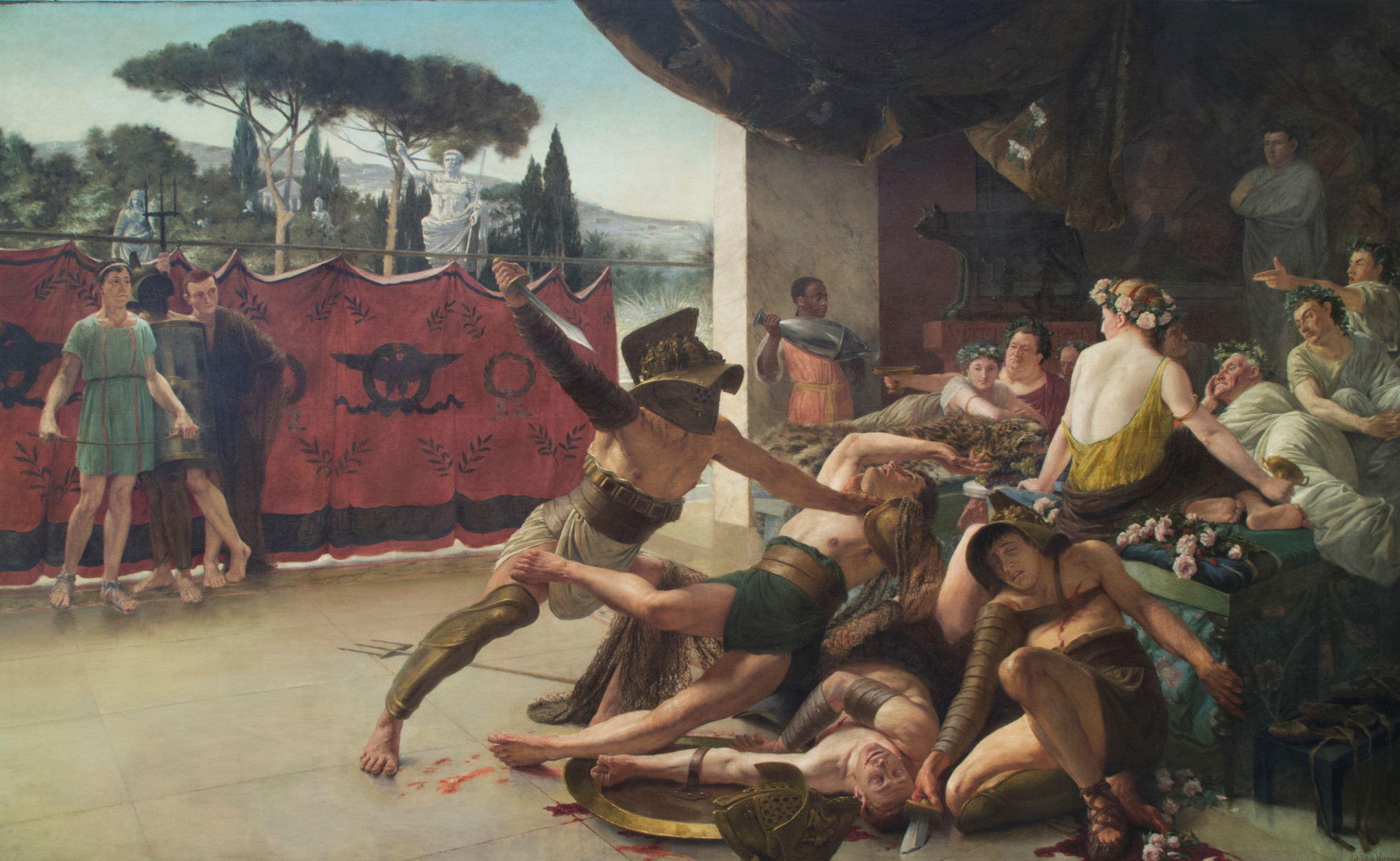
Mundus Romanus, 1893

Antoine (Antoon) Van Hammée (Mechelen, 25 maart 1836 – Schaarbeek, 6 januari 1903) was een Belgisch schilder die vooral historiestukken en portretten maakte. Hij was ook gepassioneerd door kostuums.

## Leven
Na zijn studie aan het Mechelse Collège Communal de Pitzembourg begon Van Hammée zijn artistieke opleiding aan de plaatselijke Tekenacademie. In 1855 schreef hij zich in aan de Koninklijke Academie voor Schone Kunsten van Brussel, waar hij leerling werd van François-Joseph Navez en Félix Stappaerts.
Na een reis van zes maanden naar Frankrijk en Italië, ging hij in 1864 werken voor het atelier van Jean-François Portaels. Hij bouwde een huis in Schaarbeek waarvoor hij in 1865 zelf de gevel ontwierp in Pompeïaanse stijl. Het staat nog steeds in de De Lochtstraat 26.
In 1877 werd Van Hammée leraar aan de Brusselse kunstacademie, waar hij archeologie en kunstgeschiedenis doceerde. Onder meer de schilder Lucien Wollès volgde zijn lessen.
In 1891 werd hij benoemd tot conservator van de afdelingen Monumentale Kunst en Decoratieve Schilderkunst van de Koninklijke Museums voor Sier- en Nijverheidskunsten. Voor de collectie van die eerste afdeling schreef hij de gids.
Ook werd hij lid van de in 1883 opgerichte Cercle des aquarellistes et des aquafortistes belges.

## Familie
In 1876 trouwde Van Hammée in Parijs met Marie Joséphine Larivière, afkomstig uit Rio de Janeiro. Ze kregen onder meer de zonen Félix en Ernest.
Zijn broer Rombout was van 1867 tot 1899 pastoor in de Hanswijkkerk in Mechelen. Meer dan achttien jaar schilderde hij aan een monumentale kruisweg, die echter in 1938 werd weggehaald.
Zijn zoon Ernest Van Hammée (1885-1974) was de stichter-voorzitter van het Sportpaleis van Schaarbeek (1911-1966).

## Werk
Als kunstenaar hield Van Hammée zich voornamelijk bezig met muurschildering, met veel aandacht voor de compositie en de detaillering van de kostuums. Vaak kwamen zijn thema's uit de oudheid, maar hij maakte ook moderne historiestukken. Beroemd zijn de twee patriottische doeken van zijn hand: Le Toast au Roi (1878, Koninklijk Legermuseum) en Van Campenhout zingt de Brabançonne (1880, Museum van de Stad Brussel).

## Eerbetoon
De gemeente Schaarbeek eerde haar overleden inwoner Van Hammée met een straatnaam.